# 黙示録2009 合衆国大炎上
『黙示録2009 合衆国大炎上』（原題：Heat Wave, 別題：City on Fire）は、アメリカ合衆国の映画作品。

## キャスト
| 役名                   | 俳優                       | 日本語吹替 |
| ---------------------- | -------------------------- | ---------- |
| ケイト・ジャンセン     | ジェイミー・ルナー         | 高乃麗     |
| キャロル・クインラン   | バーバラ・ニーヴン         | 牛越恵美   |
| オリバー・ウィルトン   | テッド・モンテ             | 千々和竜策 |
| チャールズ・コビントン | ジェイク・ソーントン       | 白鳥哲     |
| エド・ドブズ           | グレッグ・エヴィガン       | 酒井敬幸   |
|                        | ボビー・レイ・シェイファー |            |
| デーナ・ソラノ         | ナタリー・サリンズ         | 木下紗華   |
| ロイ・ローガン         | ロバート・R・シャファー    | 原田晃     |

- その他の声の吹き替え：伊藤和晃／松永麻里／鈴木佑治／矢澤喜代美／鈴森勘司／桝谷裕